# Igelsjön (naturreservat)
Igelsjön är ett naturreservat i Gävle kommun i Gävleborgs län.
Området är naturskyddat sedan 1994 och är 16 hektar stort. Reservatet består av myrmark omkring och söder om sjön Igelsjön med barrskog i norr och lövskog i söder.